# SS Princess Sophia
El SS Princess Sophia fue un transatlántico de pasajeros construido en acero que prestó servicios de cabotaje en la flota de la Canadian Pacific Railway (CPR). Junto con los SS Princess Adelaide, SS Princess Alice y SS Princess Mary, fue uno de cuatro buques similares construidos para la CPR entre 1910 y 1911. El 25 de octubre de 1918 el Sophia se hundió con la pérdida de todos tripulantes y pasajeros a bordo después de encallar en el arrecife de Vanderbilt en el canal de Lynn, cerca de Juneau, en el Territorio de Alaska. Las 364 personas del barco murieron, lo que convirtió al naufragio del Princess Sophia en el peor accidente marítimo en la historia de la Columbia Británica y Alaska.

## Paso del Interior

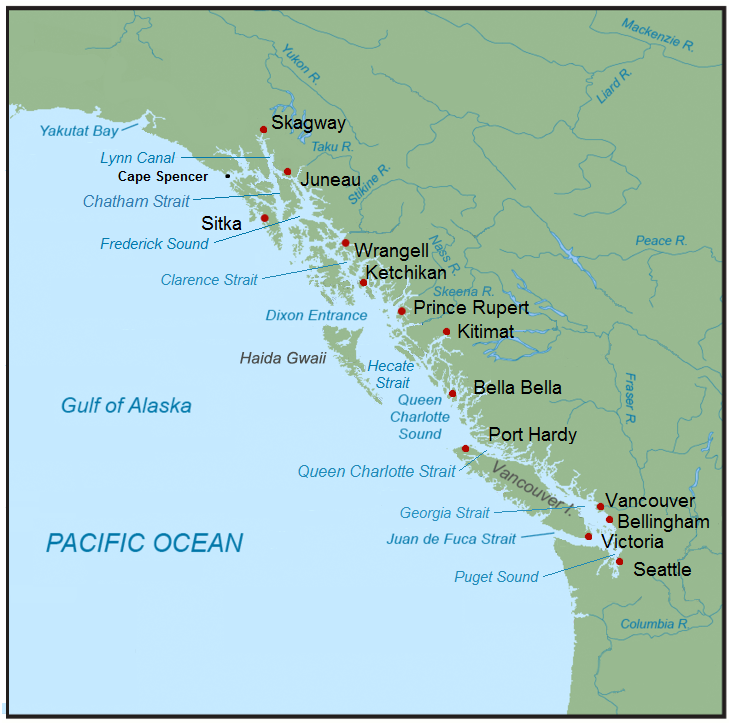
Mapa del del Paso o Pasaje Interior entre Alaska y la Columbia Británica.

A partir de 1901 Canadian Pacific Railway (CPR) operaba una línea de barcos de vapor en la costa oeste de Canadá y la costa sureste de Alaska. La ruta desde Victoria y Vancouver (Columbia Británica) atravesaba los sinuosos canales y fiordos a lo largo de la costa, deteniéndose en las principales ciudades de pasajeros, carga y correo. Esta ruta sigue siendo importante hoy en día y se llama Paso del Interior. Los principales puertos de escala a lo largo del Pasaje Interior son Prince Rupert y Alert Bay en la Columbia Británica, y Wrangell, Ketchikan, Juneau y Skagway en Alaska.

## Transatlántico de cabotaje

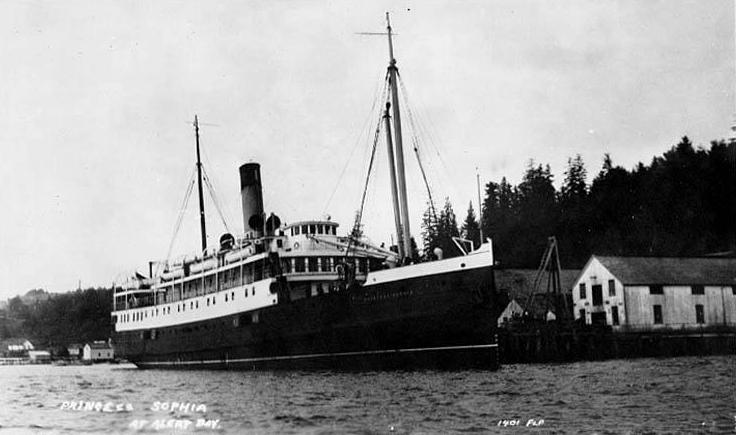
Princess Sophia en Alert Bay, Columbia Británica. Una escena típica de un transatlántico de cabotaje que hace escala en un puerto en la costa oeste de Canadá.

Muchos tipos diferentes de embarcaciones navegaron por el Pasaje Interior, pero el tipo dominante en las rutas más largas fue el "transatlántico costero". Un transatlántico costero era una embarcación que, si era necesario, podía soportar condiciones oceánicas severas, pero en general se esperaba que operara en aguas costeras relativamente protegidas. Por ejemplo, como transatlántico costero, el Princess Sophia solo tenía licencia para transportar pasajeros dentro de las 50 millas náuticas (92,6 km) de la línea de costa. Los transatlánticos de cabotaje transportaban tanto pasajeros como carga y, a menudo, eran el único vínculo de unión que tenían las comunidades costeras aisladas con el mundo exterior. Originalmente, los transatlánticos de tipo costero se construían con madera, y así continuaron haciéndose hasta mucho tiempo después de que el resto de transatlánticos pasaran a  construir en hierro y, posteriormente, en acero. Después de que varios naufragios en el Pasaje Interior y otras zonas del noroeste del Pacífico mostraran la debilidad de los cascos de madera, la CPR cambió a la construcción de acero para todas las embarcaciones nuevas.
También se hacía referencia al Sophia como un "transatlántico de bolsillo" porque ofrecía servicios de un gran transatlántico, pero a menor escala. El barco era parte de la "Flota Princess" de CPR, que estaba compuesta por barcos cuyos nombres comenzaban con el título "Princess".

## Diseño y construcción
El Princess Sophia era un barco de vapor de 2 320 toneladas de registro bruto (TRB) y 1 466 toneladas de registro neto (NRT) construido por Bow, McLachlan and Company en Paisley, Escocia (Reino Unido). Era un barco fuerte y duradero que fue construido de acero con doble casco. El Sophia era capaz de navegar más que cualquier otro el Pasaje Interior, como lo demostró su uso en la tormentosa costa oeste de la isla de Vancouver. Estaba equipado con radio e iluminación eléctrica completa.  Si bien no era tan lujoso como sus compañeros de flota que servían en el noroeste del Pacífico, el Sophia era cómodo en todo momento, particularmente en primera clase. Tenía un amplio mirador delantero con paneles de arce, un salón social con un piano para pasajeros de primera clase y un comedor de 112 asientos con grandes ventanales para observar el paisaje costero.
El Sophia se botó en noviembre de 1911 y se completó en 1912. Una vez finalizado el capitán Albert Adolphus Lindgren (1862-1916) fue el encargado de llevarlo desde Escocia hasta la Columbia Britania a través del Cabo de Hornos. Lindgren ya había hecho lo mismo anteriormente con otros dos transatlánticos costeros de la CPR: el SS Princesa Adelaida y el SS Princess May. Tal como se construyó originalmente, el Sophia quemaba carbón, sin embargo el buque se reconvirtió para poder usar fueloil como combustible poco después de su llegada a la Columbia Británica. En el momento de su hundimiento el capitán Leonard Locke (1852-1918) comandaba el barco, con el capitán Jeremiah Shaw (1875-1918) como segundo al mando.

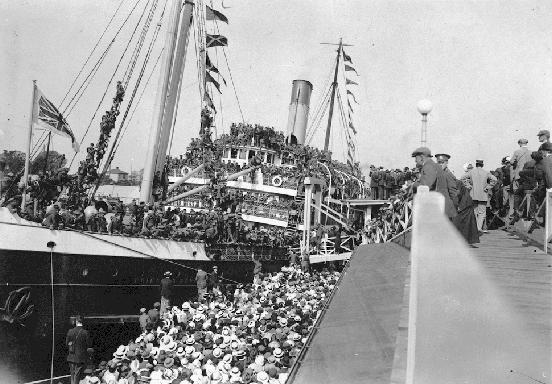
El Princess Sophia saliendo de Victoria (c. 1915) con tropas con destino a la Gran Guerra.

## Rutas
A su llegada el Sophia se destino a dar servicio a la ruta de Victoria a Prince Rupert. El verano siguiente la CPR le asignó recorrer una vez cada dos semanas desde Victoria a Skagway (Alaska), alternándose con el Princess May y haciendo escala en Prince Rupert en el camino. De vez en cuando el Sophia se desviaba a otras rutas, como una excursión a Bellingham (Washington, Estados Unidos). Cuando Canadá entró en la Gran Guerra en 1914, la crisis económica resultante de la guerra provocó una fuerte disminución del negocio para la flota de la CPR y una serie de embarcaciones, incluida el Sophia, quedaron temporalmente fuera de servicio en noviembre de 1914. El Princess Sophia y otros buques de la CPR transportaron tropas destinadas a Europa.
El 12 de septiembre de 1918 el Sophia embistió al buque patrullero de pesca USFS Auklet de la Oficina de Pesca de los Estados Unidos mientras el Auklet estaba amarrado en Juneau (Alaska). El Auklet sufrió daños significativos en sus camarotes.

## Último viaje
El 23 de octubre de 1918, el Princess Sophia partió de Skagway (Alaska) a las 22:10 con más de tres horas de retraso.
 Debía detenerse en Juneau y Wrangell (Alaska) al día siguiente; Ketchikan, Alaska y Prince Rupert, el 25 de octubre; Alert Bay el 26 de octubre; y Vancouver el 27 de octubre. A bordo iban 75 tripulantes y alrededor de 268 pasajeros, incluidas familias de tropas que servían en el extranjero, mineros y tripulaciones de vapores de ruedas que habían terminado sus operaciones durante el invierno. Cincuenta mujeres y niños estaban en la lista de pasajeros, incluida la esposa y los hijos del especulador de oro John Beaton.
Cuatro horas después de salir de Skagway, mientras avanzaba hacia el sur por el canal de Lynn, el Sophia se encontró con una importante ventisca impulsada por un fuerte viento del noroeste en aumento. El capitán Locke navegó por el canal a toda velocidad, posiblemente en un intento de recuperar el tiempo perdido. Debido a las condiciones de nieve predominantes se requirió que la tripulación llevara a cabo navegación por estima, haciendo sonar el silbato del barco y realizando cálculos sobre su ubicación dentro del canal, en función del tiempo que tardaba en regresar el eco del silbato. El barco estaba al menos a 1 milla náutica (1,9 km) desviado de su ruta.

### Arrecife de Vanderbilt

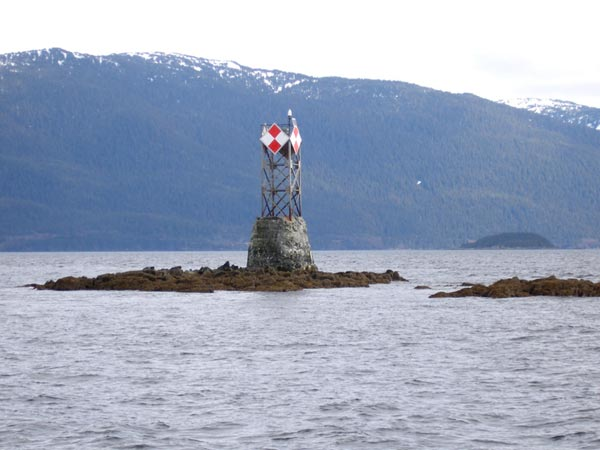
Después del naufragio del Princess Sophia se colocó y mantuvo una baliza de navegación en el arrecife de Vanderbilt.

Frente al Sophia había una roca llamada Vanderbilt Reef, la punta de una montaña submarina que se elevaba 1000 pies (305 m) desde el fondo del Canal de Lynn. Durante la pleamar la roca podía estar cubierta o casi invisible bajo el oleaje. Durante la bajamar parecía una plataforma plana, con su punto más alto a 12 pies (3,7 m) sobre el agua en marea baja extrema. En ese momento el arrecife de Vanderbilt estaba en pleamar extrema y no estaba iluminado. El canal en este punto tenía unas 6,5 millas (10,5 km) de ancho, pero la presencia del arrecife redujo el canal principal de navegación a 2,5 millas (4 km) en su lado este.  Esta zona, con aguas profundas, fuertes corrientes, acantilados rocosos y fiordos estrechos, es peligrosa para los barcos. Las mareas suelen acercar peligrosamente los barcos a la costa. Con mal tiempo los vientos en el canal se convierten rápidamente en temporales.

### Ayuda a la navegación

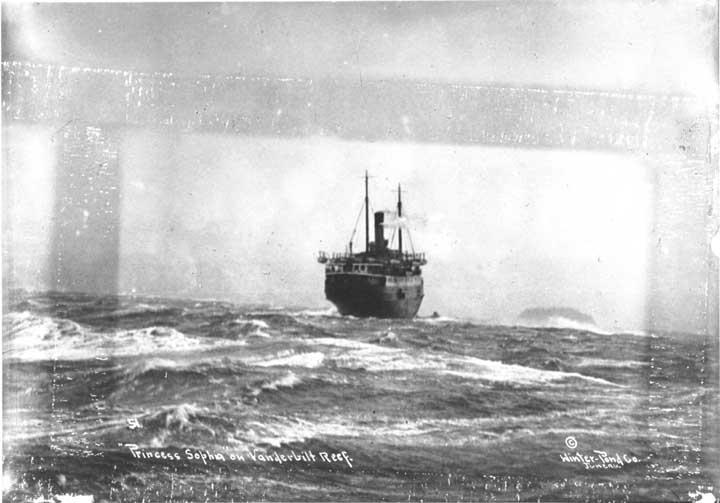
El Princess Sophia en el arrecife de Vanderbilt, el jueves 24 de octubre de 1918. Esta fotografía debe compararse con la imagen a color que se ve más arriba en este artículo, con la señal de peligro aislado existente actualmente en Vanderbilt Reef. Se puede apreciar como la pequeña isla aparece a lo lejos en ambas imágenes.

El mismo arrecife de Vanderbilt estaba marcado con una boya apagada, que por supuesto habría estado completamente invisible por la noche. Había un faro habitado en Sentinel Island a unas 4 millas (6,4 km) al sur. Este faro de Sentinel Island tenía una pequeña ensena protegida que se usaba como embarcadero.El Princess Sophia pasó por otro faro habitado en Eldred Rock, Eldred Rock Light, a 30 millas al sur de Skagway. Los fareros de ambos faros mantuvieron registros meteorológicos que luego se volvieron cruciales para reconstruir los eventos de los dos días siguientes. El muelle de Sentinel Island fue utilizado como punto de atraque por los barcos que intentaron rescatar al Princess Sophia el 24 y 25 de octubre de 1918.

### Encallamiento

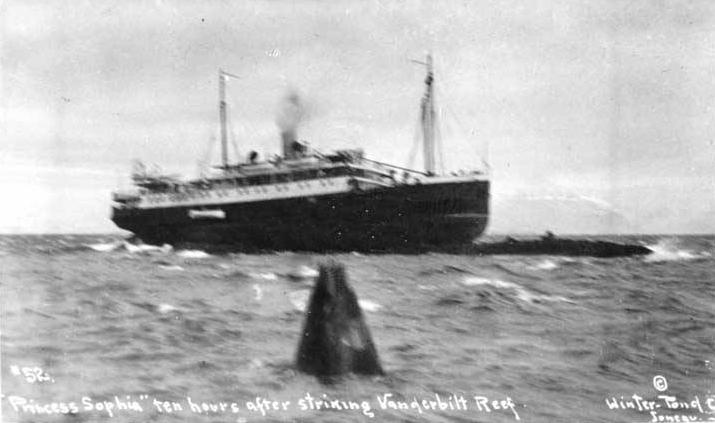
El Princess Sophia encalló en el arrecife de Vanderbilt el 24 de octubre de 1918, mostrando la boya de navegación. Cuando se tomó esta fotografía habían llegado suficientes barcos de rescate para desembarcar a todos los pasajeros y a la tripulación del Princess Sophia.

Hacia el sur a través del Canal Lynn, el Princesa Sofía se desvió unas 1,25 millas (2 km) fuera de su ruta, y a las 02:00 del 24 de octubre de 1918, el buque encalló con fuerza en el arrecife de Vanderbilt, a 54 millas (86,9 km) al sur de Skagway. Una carta que se recuperó posteriormente del cuerpo de un pasajero, el soldado Auris W. McQueen, describía la escena a bordo justo después del encallamiento: "Dos mujeres se desmayaron y una de ellas se puso un vestido de noche negro y no se preocupó de quién la viera poniéndoselo. Algunos de los hombres mantuvieron el salvavidas puesto durante una hora más o menos y parecían pensar que no había ninguna posibilidad para nosotros".

### Primera llamada de socorro enviada
El radiotelegrafista del Princess Sophia envió una llamada de socorro de inmediato. La conexión de radio era precaria en aquellos días. La señal de socorro no pudo llegar mucho más allá de Juneau. Sin embargo, el mensaje llegó a esta ciudad y a las 2:15 AM el agente marítimo local de la CPR se despertó con la noticia. Inmediatamente comenzó a organizar una flotilla de rescate de los barcos en el puerto.

### Varado en el arrecife
La pleamar llegó a las 06:00 horas del 24 de octubre. El viento había disminuido, pero el Princess Sophia todavía estaba atrapado en el arrecife. La bajamar tuvo lugar alrededor del mediodía. El viento y las olas empujaron al Princess Sophia aún más hacia el arrecife, pero afortunadamente el doble casco del barco no se rompió. Con la marea baja en el arrecife, todo el casco del Princess Sophia estaba completamente fuera del agua. El barómetro iba subiendo, lo que indicaba una posible mejora del tiempo. Con la próxima marea alta a las 16:00, y el mar tan agitado hacía que cualquier evacuación fuese peligrosa, el capitán Locke decidió esperar para ver si podía sacar el barco. Esto resultó imposible. Sin un tirón, o más probablemente dos o tres, el buque nunca podría ser sacado del arrecife. Peor aún, los pasajeros no podían ser evacuados de la embarcación sin peligro de muerte. Durante la bajamar el Princess Sophia estaba rodeado por ambos lados por rocas expuestas. Con la marea alta, el peñasco se inundaba, pero el oleaje era tal que un bote salvavidas golpearía las rocas mientras las olas le oscilaban arriba y abajo.   

### Naufragios similares
Si bien hubo muchos naufragios y hundimientos parecidos a lo largo de los años, y era raro el barco que no encallase o no tuviese algún problema de esta naturaleza, dos naufragios habrían sido los más importante en la mente del capitán Locke y sus oficiales, así como de los otros capitanes y oficiales entre los barcos de rescate. Estos dos naufragios fueron el de Clallam en 1904 y el del Princess May en 1910, los cuales mostraron bien el dilema al que se enfrentó el Capitán Locke al tomar la decisión de evacuar al Princess Sophia.
Con buen tiempo y mar tranquilo el 5 de agosto de 1910, el Princess May, otro barco de vapor de la Canadian Pacific Railway, encalló en Sentinel Island, muy próximo al arrecife de Vanderbilt. Todos a bordo fueron evacuados al faro y la embarcación en sí fue luego retirada de la roca con daños relativamente menores. Fue al Princesa May a quien CPR envió al enterarse de que el Princess Sophia había encallado para recoger a sus pasajeros, quienes supusieron que pronto serían evacuados. Si bien el encallamiento del Princess May había sido en su caso a principios de agosto y no a finales de octubre, todavía había otros barcos con el Princess Sophia inmobilizado y el barco varado parecía estar seguro. 
El desastre del Clallam mostró los peligros de una evacuación prematura de personas de un barco a los botes salvavidas. El Clallam, un barco nuevo cuando se hundió, naufragó en una tormenta en lo que debería haber sido un viaje normal a través del Estrecho de Juan de Fuca a Victoria, en la Columbia Británica. El Clallam, un buque de 168 pies y 657 toneladas, era una embarcación más pequeña que el Sophia y estaba construido en madera. Al igual que el Princess May, el Clallam era impulsado por una sola hélice movida por una máquina de vapor compuesta. De camino a Victoria el 8 de enero de 1904 el buque, bajo el mando del capitán George Roberts, se encontró con condiciones climáticas severas. Aproximadamente a las 3:30 PM, con el agua entrando en el barco aparentemente debido a un ojo de buey roto y agravado por procedimientos de bombeo inadecuados, parecía que pronto se hundiera. El capitán Roberts ordenó que se bajaran los botes salvavidas y en ellos colocaron en su mayoría a mujeres y niños. Los tres barcos volcaron o no pudieron lanzarse correctamente, ahogando a las 54 personas a bordo. El Clallam permaneció a flote el tiempo suficiente para que los barcos de rescate la alcanzaran y evacuaran a las personas que quedaban a bordo.

### Decisión de no evacuar

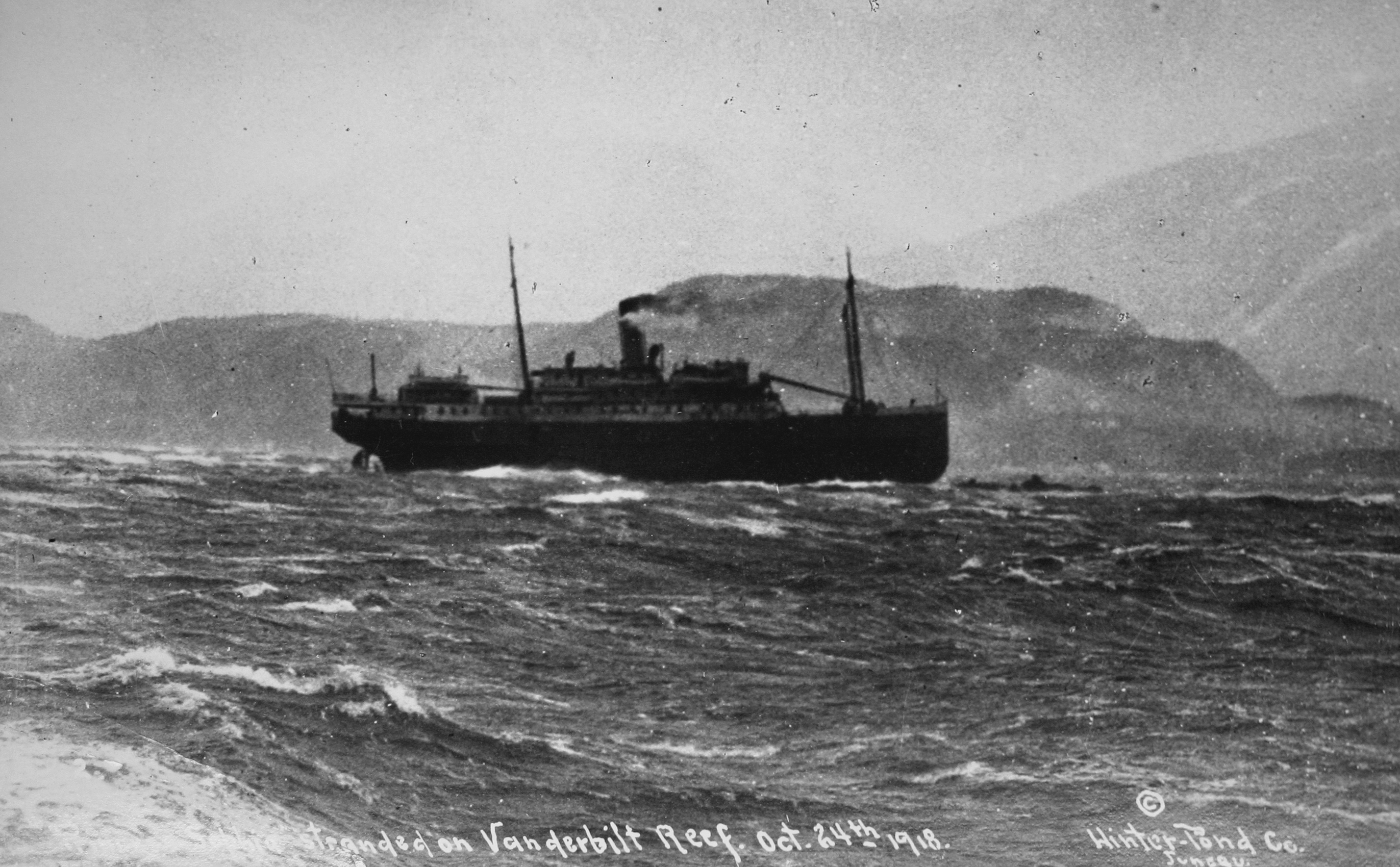
El Princess Sophia el 24 de octubre de 1918, probablemente por la tarde, mirando en dirección noreste. La fuerza del viento se puede medir por la forma en que la columna de humo sopla directamente hacia el sur desde la chimenea.

Locke advirtió a James Davis, capitán del barco pesquero Estebeth, quien intentó y luego desistió por llegar al Sophia en un esquife. Davis amarró su barco a la boya del arrecife de Vanderbilt, que entonces estaba a sotavento del Princess Sophia y protegida de las peores fuerzas del clima. La desesperación de la situación era obvia para Davis y los otros capitanes de los botes pequeños en escena. El Princess Sophia había resultado gravemente dañado al golpear el arrecife, con un agujero en su proa por el que entraba y salía agua a un ritmo que Davis estimó en 200 o 300 galones por minuto (unos 750-1100 litros). Sin una forma aparente de evacuar a los pasajeros y el Princess Sophia atrapado firmemente en el arrecife, lo único que podían hacer Davis y los otros botes de rescate era esperar para ver si el tiempo se calmaba lo suficiente como para intentar una evacuación. El capitán Locke confiaba lo suficiente en la seguridad de su propia embarcación como para decirles, a través de un megáfono, al Estebeth y al Amy, que estaban sufriendo el mal tiempo, que el Sophia estaba a salvo y que debían refugiarse en un puerto.

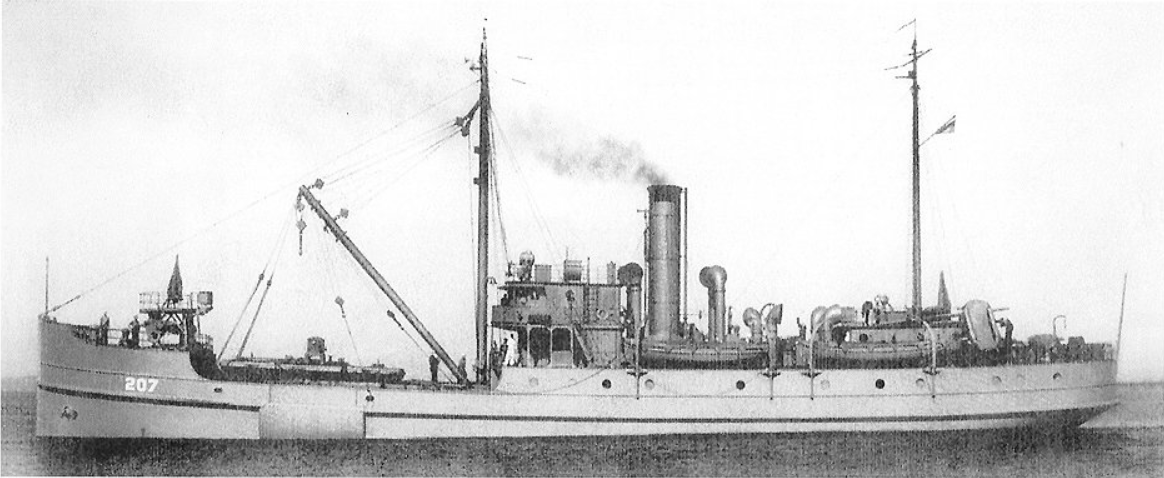
El Cedar en mayo de 1944.

El capitán J.W. Ledbetter, comandante del buque auxiliar balizador de los Estados Unidos USLHT Cedar, que prestaba  servicio en la Armada de los Estados Unidos durante la Primera Guerra Mundial como el patrullero USS Cedar en ese momento, no recibió noticias del encallamiento hasta las 14:00 del 24 de octubre. A 66 millas náuticas (122,2 km) de distancia, Ledbetter se puso en contacto inalámbrico con el capitán Locke y partió con su nave al rescate. Ledbetter le preguntó al capitán si quería tratar de evacuar a algunos de los pasajeros esa noche. Locke le dijo a Ledbetter que el viento y la marea eran demasiado fuertes y que sería mejor que los barcos de rescate anclaran y esperaran hasta que amaneciera. Cuando Ledbetter llegó a las 20:00 horas del 24 de octubre, encontró tres grandes embarcaciones, incluida la goleta pesquera King and Winge, que había llegado a las 18:20 y una quincena de embarcaciones pesqueras más pequeñas en el lugar, llegando hacia la noche del día 24. 
Mientras tanto, los informes de radio del encallamiento habían llegado a James W. Troup, superintendente de operaciones de barcos de vapor de la CPR en Victoria. Al principio, él y otros funcionarios de la CPR no estaban demasiado alarmados. Parecía que los pasajeros serían desembarcados pronto y la cuestión sería encontrar alojamiento para ellos en tierra.

### Problemas de comunicaciones
Las comunicaciones por cable con Alaska se habían perdido el 21 de octubre de 1918 y, en parte, como resultado de esto, los operadores de radio tenían que lidiar con una avalancha de mensajes, lo que dificultaba la transmisión de comunicaciones esenciales relacionadas con el varamiento del Princess Sophia. Los esfuerzos para despejar el tráfico no esencial se vieron frustrados por el carácter internacional del desastre. La noticia del encallamiento únicamente llegó al Cedar once horas después de producirse. No está claro si esto se debió a que el Cedar estaba fuera de alcance o porque los canales de radio estaban saturados con tráfico no esencial. El retraso fue desafortunado, ya que el Cedar era el barco adecuado para el clima reinante más grande de la zona, que fácilmente podría haber trasnportado a todos ' pasajeros y la tripulación del Princess Sophia . Nadie sabe qué podría haber hecho el Cedar si hubiera sido alertada antes. El retraso podría haber sido significativo, ya que el capitán Ledbetter todavía recordaba bien la notificación tardía que recibió 45 años después. De todos los barcos de rescate, solo el  Cedar tenía comunicación por radio, y el hecho de que no estuviera en la escena antes privó al esfuerzo de rescate de este recurso.

### El esfuerzo de rescate comienza el viernes por la mañana
Ledbetter, que tenía la única nave con conexión por radio y, por lo tanto, podía mantenerse en contacto con el Princesa Sofía, organizó el esfuerzo de rescate. El plan de rescate, aunque peligroso, y tal vez incluso desesperado, era esperar hasta que la pleamar a las 5:00 cubriera el arrecife con al menos unos pocos pies de agua. Se esperaba que esto fuera suficiente para lanzar los botes del Sophia y usarlos para llevar a la gente del Princess Sophia a los barcos de rescate. El Cedar había anclado al socaire de una isla cercana para pasar la noche. El King and Winge, bajo el mando del capitán J.J. Miller, habían dado vueltas alrededor del Princess Sophia toda la noche, el único barco que lo hizo. A su llegada a las 20:00 horas del jueves, Ledbetter ordenó que los reflectores iluminaran al Princess Sophia. Lo que vio le convenció de que no se podían botar barcos. Las olas rompían con fuerza contra el casco del barco de vapor atrapado y el viento se levantaba. Mientras tanto, el barco varado permaneció firmemente sujeto a las rocas. Ledbetter, Miller y Locke coincidieron en que los pasajeros estarían más seguros a bordo del Princess Sophia y pospusieron cualquier intento de llevarlos en botes. 

### Los vientos crecientes fuerzan el abandono

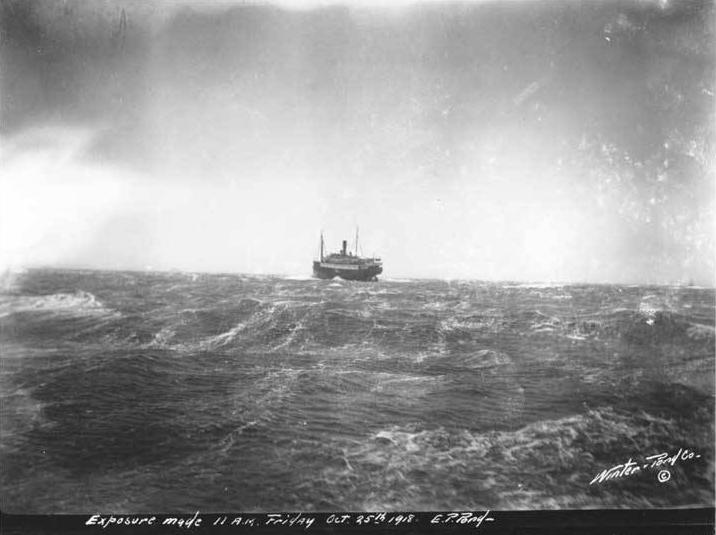
El Princess Sophia en el arrecife de Vanderbilt a las 11:00 del 25 de octubre de 1918

A las 09:00 del 25 de octubre el viento estaba aumentando con la fuerza de vendaval. Ledbetter estaba teniendo dificultades para mantener al Cedar estacionado y los botes de rescate más pequeños que habían buscado refugio la noche del 24 de octubre no pudieron regresar al arrecife. Ledbetter decidió que intentaría anclar al Cedar unas 500 yardas (457,2 m) a sotavento del arrecife, lanzar un cabo al Princess Sophia (posiblemente usando una pistola Lyle) y luego evacuar a los pasajeros por medio de una boya de calzones. Esto habría sido extremadamente peligroso y habría sido poco probable que más de 300 personas pudieran ser sacadas con este método, pero parecía lo único que se podía hacer. Ledbetter intentó echar el ancla dos veces, pero en ninguna de las dos logró agarrarse al fondo. Locke se dio cuenta de que este esfuerzo estaba fallando y le dijo por radio a Ledbetter que era inútil, tendrían que esperar a que bajara la marea cuando quizás las condiciones fueran mejores. No había nada más que se pudiera hacer. 
Las condiciones fueron empeoraron constantemente y alrededor de las 13:00 del día 25 tanto el Cedar como el King and Winge tenían dificultades para mantenerse estacionado. Ledbetter llamó por radio a Locke y le pidió permiso para retirarse a un área más protegida. Locke asintió. El Cedar y el King and Winge se fueron a sotavento de Sentinel Island, donde Miller, capitán de King y Winge, subió a bordo del Cedar para discutir un plan de rescate con Ledbetter. Estuvieron de acuerdo en que el King and Winge, que llevaba un cable de anclaje de 350 brazas (2.100 pies, unos 640 m), anclaría cerca del arrecife. Mientras tanto, el Cedar se mantendría a barlovento del King and Winge, creando un "sotavento", es decir, un lugar tranquilo (o al menos más tranquilo) al bloquear el viento con la mayor parte del Cedar. Después el  Cedar lanzaría sus botes salvavidas para recoger a las personas del Princess Sophia y las transportaría al King and Winge, eliminando así la necesidad y los peligros de usar los botes del barco varado. Sin embargo, este plan no podría funcionar a menos que las condiciones climáticas mejoraran. Dado que el Princess Sophia había resistido hasta ahora algunos golpes fuertes y aún permanecía fija en la roca, Ledbetter y Miller creyeron que lo mejor era esperar al día siguiente para intentar su plan.

### Última llamada de ayuda

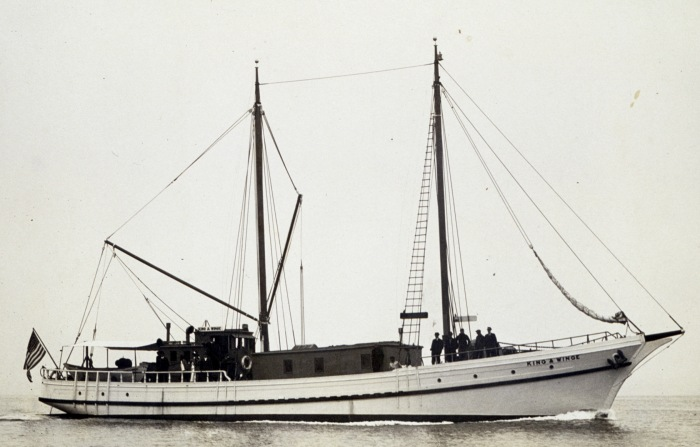
King and Winge, 1916

Justo cuando Miller desembarcaba del Cedar para regresar a King and Winge, a las 16:50 del 25 de octubre, el Princess Sophia envió un mensaje por radio: "Barco hundiéndose en arrecife. Vengan de inmediato." Ledbetter se preparó de inmediato para navegar hacia el arrecife. Hizo una señal a Miller ya en el King and Winge para que lo siguieran con dos toques de silbato, pero Miller al principio no entendió la señal. Ledbetter luego condujo al Cedar junto al King and Winge y le gritó a Miller: "Voy a salir para tratar de localizarlo. Si la nieve se aclara, sal y relevame". Miller respondió: "Te daré una hora para encontrarlos".
Uno de los últimos mensajes de socorro, a las 5:20 PM, el radioperador David Robinson decía: "Por el amor de Dios, daros prisa, el agua está entrando en mi habitación". Consciente de que el Princess Sophia tenía la baterías de la radio casi descargadas, el Cedar conectó el enlace de pasajero para conservar la energía de la batería y solo transmitir si era absolutamente necesario, el Princess Sophia respondió por radio: "Está bien, lo haré. Me hablas para que sepa que vienes". Este fue el último mensaje inalámbrico del Princess Sophia.

### Búsqueda en la tormenta
El Cedar salió del puerto protegido de Sentinel Island e inmediatamente fue azotado por el viento y la nieve. Las condiciones eran tan malas que a 500 yardas (457,2 m) desde el faro no se veía la luz ni se oía la sirena de niebla. Durante 30 minutos, el Cedar se movió lentamente hacia el arrecife de Vanderbilt. El agua rompía sobre la proa del Cedar. Sin saber con precisión dónde estaba, el propio barco de rescate estaba en peligro extremo de toparse con el arrecife. El inspector jefe del distrito de servicio de faros estaba a bordo del Cedar en ese momento. Consultó con Ledbetter y acordaron que con el propia Cedar en peligro y con esas condiciones condiciones lo único que se podía hacer era correr en busca de refugio. Ledbetter regresó con el Cedar hacia Sentinel Island. Incapaz de ver nada, hizo sonar la sirena de niebla. En Sentinel Island, el capitán Miller en el King and Winge escuchó el retañir de las sirenas del Cedar y tocó la suya propia para guiarlos. 
David Leverton, del Museo Marítimo de la Columbia Británica, le dijo a la CBC que el barómetro del capitán predijo una mejora en el clima y sugirió a los rescatistas que lo intentaran al día siguiente. "Tenían siete barcos de rescate diferentes listos para acudir en ayuda del buque por si se hundiera en el arrecife. Pero lo que terminó sucediendo fue que se asentó en el arrecife hasta aproximadamente las 5:00 PM,  cuando el buque fue levantado del arrecife.

### Pérdida del barco
Sin supervivientes ni testigos del hundimiento real, lo que le sucedió al Princess Sophia para sacarle del arrecife es una cuestión de reconstrucción a partir de las pruebas y conjeturas disponibles. Según las evidencias parece que la tormenta, que soplaba desde el norte, elevó los niveles de agua en el arrecife mucho más que antes, lo que provocó que la embarcación volviera a flotar, pero solo parcialmente. La proa de la embarcación permaneció en el arrecife, y la fuerza del viento y las olas hicieron girar el resto de la embarcación casi por completo y la sacaron del arrecife. Al arrastrarse sobre la roca se desgarró el fondo del barco, por lo que cuando llegó a aguas más profundas cerca de la boya de navegación, se hundió. Este proceso, basado en la evidencia, parece haber tomado alrededor de una hora.
Parece que no hubo tiempo para una evacuación organizada. Mucha gente llevaba chalecos salvavidas y dos botes salvavidas de madera se alejaron flotando (los ocho botes salvavidas de acero se hundieron). Había unas 100 personas todavía en sus camarotes cuando el barco se hundió. Es difícil saber por qué, si el barco tardó media hora en hundirse, había tanta gente bajo  cubierta, pero podría haber muchas razones. Se creyó que el agua de mar invadió el barco, la caldera explotó, dobló la cubierta y mató a muchas personas, pero los buzos que llegaron al naufragio encontraron las tres calderas intactas. El combustible de petróleo se derramó en el agua, asfixiando a las personas que intentaban alejarse nadando. El Sophia había sido equipado con dispositivos de flotación adicionales, con la teoría de que las personas podrían aferrarse a estos en el agua esperando ser rescatados. Estos no valían para nada, ya que el agua de mar fría mataría al naúfrago mucho antes de que pudiera llegar el rescate. 

### Localización del naufragio

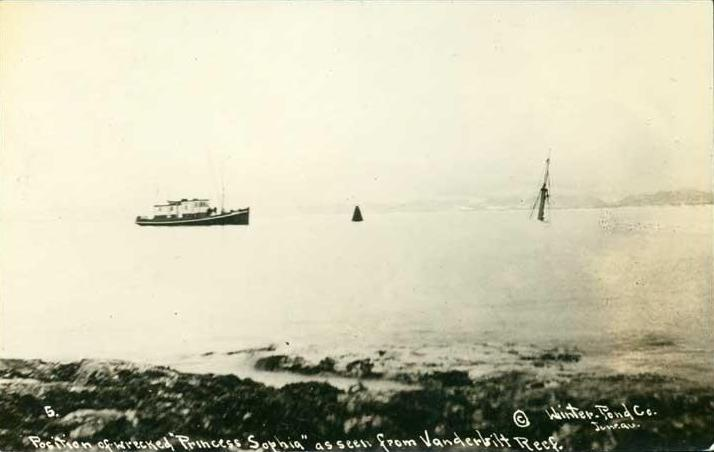
Naufragio del Princess Sophia. Se puede apreciar como asoma el trinquete del barco.

A la mañana siguiente, 26 de octubre, todavía nevaba pero el viento había amainado un poco. El Cedar,el  King and Winge y otros barcos de rescate regresaron al arrecife. Solo el trinquete del Princess Sophia permanecía sobre el agua. Los barcos de rescate navegaron durante tres horas en busca de sobrevivientes. Encontraron cuerpos, pero no supervivientes. El King and Winge llevó los cuerpos a Juneau. El Cedar también regresó a Juneau. Cuando llegó, el capitán Ledbetter envió un telegrama que decía: "No hay señales de vida. No hay esperanza de sobrevivientes.” 
Cuando se examinaron los relojes de los cuerpos en el agua, se observó que se habían detenido a las 5:50 PM El único sobreviviente del naufragio fue un perro setter inglés encontrado en las afueras de Juneau.

### Consecuencias del naufragio
Durante meses después del naufragio, los cuerpos fueron arrastrados hasta treinta millas al norte y al sur del arrecife de Vanderbilt. También se encontraron restos y pertenencias de los pasajeros, incluidos juguetes de los niños que habían muerto en el barco. Muchos de los cuerpos eran apenas reconocibles como restos humanos ya que estaban cubiertos con una gruesa capa de aceite. Entre los muertos estaba Walter Harper, la primera persona en llegar a la cima del Denali, la montaña más alta de América del Norte. La mayoría de los cuerpos recuperados fueron llevados a Juneau, donde muchos de los ciudadanos locales se ofrecieron como voluntarios para ayudar a identificar los restos y prepararlos para su entierro. Los cuerpos tuvieron que ser lavados con gasolina para eliminar el aceite. Equipos de mujeres preparaban los cuerpos femeninos y equipos de hombres manipulaban los masculinos. Los voluntarios se vieron particularmente afectados por los cuerpos de los niños. Los buzos en el lugar del naufragio recuperaron alrededor de 100 cuerpos. Muchos estuvieron flotando en camarotes durante meses después del naufragio. Las familias de los pasajeros entablaron acciones legales contra Canadian Pacific, pero fracasaron. 

### Evaluación de la decisión de no evacuar
Mucha gente creyó que la decisión de no evacuar el barco fue un grave error por parte del capitán Locke y que la mayoría o incluso todos los pasajeros podrían haberse salvado. El Ministerio de Marina llegó a una conclusión similar en 1919 después de escuchar la evidencia de testigos de primera mano. Posteriormente, los tribunales dictaminaron que, correcta o incorrectamente, la decisión estaba dentro del rango razonable del juicio del capitán. El capitán Ledbetter del Cedar declaró que, en su opinión, nunca vio las condiciones que habrían permitido la evacuación segura del barco, pero tuvo cuidado, incluso casi 50 años después, de afirmar que esto era todo lo que podía decir cuando llegó al arrecife, que fue a las 20:00 horas del 24 de octubre. Ya a las 10:20 del 24 de octubre había suficientes barcos de rescate en el arrecife para acomodar a todas las personas del Princess Sophia, y pasarían cuatro o cinco horas hasta que el viento comenzara a levantarse. Además, el Princesa Sofía tenía ocho botes salvavidas construidos de acero, no de madera, a los que presumiblemente les habría ido mejor en rocas barridas por el oleaje. Por otro lado, el capitán Locke no podía saber que el clima empeoraría, al contrario, parecía haber señales de que mejoraría. Los historiadores Coates y Morrison especulan que el recuerdo del naufragio del Clallam, cuando todos en los botes salvavidas se hundieron después de un abandono prematuro de la embarcación, pudo haber influido en la decisión de Locke.  

### Cartas recuperadas de los pasajeros fallecidos
Los pasajeros y la tripulación del Princess Sophia se dieron cuenta del peligro extremo que implicaba la situación. Muchos escribieron cartas a sus seres queridos y al menos dos de estas fueron recuperadas posteriormente. La carta de John R. "Jack" Maskell, encontrada en su cuerpo, se imprimió ampliamente en los periódicos de la época:

Náufrago frente a la costa de Alaska

S.S. Princess Sophia

24 de octubre de 1918

Mi querido amor,

Escribo esto mi querida niña mientras el barco está en grave peligro. Chocamos contra una roca anoche que arrojó a muchos de sus literas, las mujeres salieron corriendo con su traje de noche, algunas lloraban, otras estaban demasiado débiles para moverse, pero los botes salvavidas estaban listos, pero debido a la tormenta sería una locura lanzarlos hasta que no hubo esperanza para el barco. Los barcos de los alrededores fueron notificados por radio y en tres horas llegó el primer vapor, pero no puede acercarse debido a la tormenta y al arrecife en el que estamos. Ahora hay siete barcos cerca. Cuando bajó la marea, dos tercios del buque estaban emergidos y secos. Estamos esperando que las luces se apaguen en cualquier momento, también los incendios. El bote podría romperse en pedazos, porque la fuerza de las olas es terrible, haciendo ruidos terribles en el costado del barco, que tiene una gran escora a babor. Nadie puede dormir, pero créeme, querida Dorrie, podría haber sido mucho peor. Acabo de oir que viene un gran vapor. Golpeamos el arrecife en mitad de una terrible tormenta de nieve. Hay una gran boya cerca que marca el peligro, pero el capitán estaba a babor en lugar de a estribor de la boya. Hice mi testamento esta mañana, dejándote todo a ti, mi verdadero amor, y quiero que le des 100 libras esterlinas a mi querida madre, 100 libras esterlinas a mi querido papá, 100 libras esterlinas al querido Jack y el saldo de mi patrimonio (unas 300 libras esterlinas) para ti, querida Dorrie. El Eagle Lodge cuidará de mis restos.

Princess Sophia

24th October 1918

A quien corresponda:

Si algo me pasase, notifíquelo, notifíquelo a Eagle Lodge, Dawson. Mi seguro, bienes y propiedades se las dejo a mi esposa (la que iba a ser) la señorita Dorothy Burgess, 37 Smart St., Longsight, Manchester, Inglaterra.

J. Maskell

Jack Maskell fue enterrado en el cementerio Mountain View de Vancouver junto con las otras 66 víctimas de la tragedia del Princess Sophia. La mayoría se encuentran cerca de East 41st Avenue y Prince Edward Street en la sección Jones 37 (49°14′0.55″N 123°5′44.91″O / 49.2334861, -123.0958083).

## Resumen cronológico de hechos
El siguiente es un resumen cronológico de los cuatro días con los principales acontecimientos acaecidos antes, durante y después del fatídico desenlace.

### Miércoles, 23 de octubre de 1918
- 08:15 La nieve comienza a caer en el faro de Sentinel Island, a 58 millas al sur de Skagway; continúa cayendo hasta las 06:50 del 24 de octubre.[12]
- 11:10 La nieve comienza a caer en el faro de Eldred Rock, a 30 millas al sur de Skagway; continúa cayendo hasta las 06:00 el 24 de octubre.
- 16:33 Atardecer (en Juneau); comienza el crepúsculo[27]
- 17:14 Termina el crepúsculo (en Juneau); comienza la noche.
- 19:01 Salida de la Luna ( fase lunar: gibosa menguante (79% del disco visible de la Luna iluminado))
- 22:00 El Princess Sophia sale de Skagway con el capitán Locke al mando.
- 23:00 El Sophia pasa por Battery Point, a 16 millas al sur de Skagway; el clima empeora, ráfagas de viento de 50 millas por hora.

### Jueves, 24 de octubre de 1918
- 02:10 El Princess Sophia encalla en el arrecife de Vanderbilt, a 54 millas al sur de Skagway y a 46 millas al norte de Juneau.
- 02:15 La noticia de varamiento llega a Juneau mediante una llamada de radio de socorro.
- 06:00 Marea alta en el arrecife Vanderbilt; el casco del Sophia golpea contra las rocas; la tormenta amaina pero el barco no puede liberarse; llega el primer barco de rescate; la nevada se detienen en Eldred Rock LS, a 24 millas al norte del arrecife de Vanderbilt; El tiempo permanece despejado en este faro hasta las 13:00.
- 06:12 Comienza el crepúsculo del amanecer
- 06:50 La nevada se detiene en Sentinel Island LS, a 4 millas al sur del arrecife de Vanderbilt; el tiempo permanece despejado en este faro hasta las 12:10.
- 06:53 Amanece.
- 09:00 El barco del puerto estadounidense Peterson llega al arrecife de Vanderbilt.
- 10:00 Mailboat Estebeth llega al arrecife de Vanderbilt.
- 10:20 Amy llega al arrecife de Vanderbilt; Los barcos de rescate en el lugar ahora tienen capacidad para sacar al menos a 385 personas, más de las que están a bordo del Sophia.
- 12:00 Marea baja en el arrecife de Vanderbilt.
- 12:10 La nieve comienza a caer nuevamente en Sentinel Rock LS, continúa cayendo hasta las 03:40 del domingo 27 de octubre.
- 13:00 La nieve comienza a caer de nuevo en Eldred Rock LS, continúa cayendo hasta las 08:00 del 27 de octubre.
- 14:00 Mensaje inalámbrico de Juneau alertando a John Ledbetter, capital del buque balizador Cedar situado a 66 millas al sur del arrecife de Vanderbilt; el Cedar se dirige inmediatamente a Vanderbilt Reef, llega seis horas después a las 20:00.
- 15:00 El viento comienza a levantarse en el arrecife de Vanderbilt[12]
- 15:30 El ferry Lone Fisherman llega a Sentinel Island (no se dirige al arrecife).
- 16:00 Marea alta en el arrecife de Vanderbilt; el Sophia no puede liberarse; las condiciones del mar son agitadas y las olas golpean el casco cuando sube la marea; aunque el Sophia no sufre daños graves, el capitán Locke aconseja al Amy y al Estebeth que busquen puerto; lo hacen; el Sitka llega al arrecife.
- 16:30 Puesta de sol.
- 17:11 Termina el crepúsculo; comienza la noche.
- 18:20 El King and Winge llega al arrecife, permanecen estacionado hasta las 13:00 del 25 de octubre.
- 19:00 El Elsinore llega al arrecife.
- 20:00 El Cedar llega al arrecife. La comunicación directa por radio ahora es posible entre los barcos de rescate del lugar y el Sophia .
- 20:15 Salida de la Luna (fase lunar: gibosa menguante (69% del disco visible de la Luna iluminado))
- 20:30 La luz y la calefacción fallan en el Sophia, lo que hace creer temporalmente al King and Winge que el barco se ha hundido. La pérdida de energía provoca la pérdida de las comunicaciones por radio.[nota 4]
- 19:00 El Cedar sale del arrecife de Vanderbilt.
- 23:30 El Princess Alice sale de Vancouver con destino a Juneau para recoger a los pasajeros, a los que se anticipa que serán evacuados del Sophia.

### Viernes, 25 de octubre de 1918
- 04:35 El Cedar regresa al arrecife de Vanderbilt; el King y Winge ha estado allí toda la noche. Esfuerzo de rescate pospuesto debido a las condiciones de la mar.
- 06:14 Primera luz del alba.
- 06:55 Amanece.
- 08:00 Restauración de la energía eléctrica y la calefacción en el Sophia ; la comunicación por radio es posible de nuevo.
- 09:00 El Cedar intenta fondear y evacuar pasajeros mediante el uso de una boya de calzones. El intento de fondear falla.
- 10:00 Locke llama por radio a Ledbetter, le dice que abandone el intento de anclar, que espere hasta la próxima marea baja.
- 13:00 El empeoramiento de las condiciones climáticas obliga al Cedar y al King abd Winge a abandonar el arrecife, después de recibir el consentimiento de Locke.
- 13:45 El Cedar y el King and Winge llegan a aguas relativamente protegidas a sotavento de Sentinel Island . Los operadores de radios del Cedar y el  Sophia, agotados, acuerdan no comunicarse hasta las 16:30 para darse tiempo para descansar.
- 16:47 Puesta de sol.
- 16:50 El Sophia radia al Cedar : "Barco naufragando en el arrecife. Vengan de inmediato." El Cedar se dirige al área del arrecife de Vanderbilt, pero no puede localizar la embarcación.
- 17:09 Termina el crepúsculo; comienza la noche.
- 17:20 Último mensaje inalámbrico de Sophia.
- 17:50 La mayoría de los relojes recuperados de las víctimas del Sophia se detienen. Se presume que en ese momento el Sophia se había hundido y las víctimas ya estaban en el agua. Nadie a bordo sobrevive.

### Sábado, 26 de octubre de 1918
- 06:16 Primera luz del alba.
- 06:58 Amanece.
- 07:21 El Cedar sale de Sentinel Island para continuar la búsqueda en el arrecife.
- 08:30 El Cedar llega al arrecife y solo ve el trinquete del Princess Sophia sobre el agua en el lado sur del arrecife.

## El naufragio en la memoria histórica colectiva
El Princess Sophia es conocido como el «Titanic del Pacífico» por ser uno de los peores desastres marítimos que se recuerdan en la costa del océano Pacífico. Pese a la crudeza del suceso, en donde a diferencia del RMS Titanic en el naufragio del SS Princess Sophia murieron todos sus ocupantes, su recuerdo cayó en un aparente olvido debido a que la tragedia coincidió con un periodo de años en el que sucedieron hechos especialmente dramáticos, como fueron la Gran Guerra o la pandemia de gripe española de 1918.
En la actualidad, una estatua de bronce instalada en las proximidades del lugar recuerda el lado trágico y humano de la historia del Princess Sophia a través del único superviviente del hundimiento: el perro Tommy, un setter inglés que probablemente pertenecía al capitán James Alexander y su esposa Louise, propietarios de la mina Engineer en la costa sur del lago Tagish y fallecidos ambos en el naufragio. El perro, empapado en petróleo, pudo nadar a través de las gélidas aguas tormentosas hasta llegar a la orilla, cerca de donde se encuentra el memorial. 